# John Roberts (football, 1946)
Pour les articles homonymes, voir John Roberts.
John Roberts, né le 11 septembre 1946 à Abercynon et mort le 4 janvier 2016 à Sydenham (Londres), est un footballeur international gallois qui évolue au poste de défenseur.

## Biographie

### En club
John Roberts évolue en Angleterre et au Pays de Galles. Il joue en première division anglaise avec les clubs d'Arsenal et de Birmingham City. Avec ces deux équipes, il joue 125 matchs en championnat, marquant cinq buts. Il remporte le championnat lors de la saison 1970-1971 avec Arsenal.
John Roberts joue également cinq matchs en Coupe des clubs champions européens, cinq en Coupe des villes de foires, et trois rencontres en Coupe d'Europe des vainqueurs de coupe. Il est quart de finaliste de la Coupe des clubs champions européens en 1972 avec Arsenal, en étant battu par l'Ajax Amsterdam.

### En équipe nationale
Il compte 22 sélections en équipe du Pays de Galles entre 1971 et 1976.
Il joue son premier match en équipe nationale le 15 mai 1971, contre l'Écosse. Il reçoit sa dernière sélection le 6 mai 1976, contre cette même équipe.
Il participe avec la sélection galloise aux éliminatoires du mondial 1974. Il joue également les éliminatoires de l'Euro 1972 et de l'Euro 1976.
A sept reprises, il est capitaine de l'équipe nationale.

## Palmarès
- Champion d'Angleterre en 1971 avec Arsenal